# 383 Janina
383 Janina è un asteroide della fascia principale del diametro medio di circa 45,52 km. Scoperto nel 1894, presenta un'orbita caratterizzata da un semiasse maggiore pari a 3,1517464 UA e da un'eccentricità di 0,1640137, inclinata di 2,65305° rispetto all'eclittica.
L'origine del suo nome è sconosciuta.